# Penijkove, Hrîstînivka
Penijkove (în ucraineană Пеніжкове) este o comună în raionul Hrîstînivka, regiunea Cerkasî, Ucraina, formată numai din satul de reședință.

## Demografie
Componența lingvistică a comunei Penijkove
     Ucraineană (98,19%)
     Rusă (1,64%)
     Alte limbi (0,16%)
Conform recensământului din 2001, majoritatea populației comunei Penijkove era vorbitoare de ucraineană (98,19%), existând în minoritate și vorbitori de rusă (1,64%).